# Aptychus
Aptychus là một chi rêu trong họ Sematophyllaceae.